# Extase masochiste
Pour les articles homonymes, voir Extase (homonymie).
 L'extase masochiste  ou requalifiée, dans certains cas, de subspace par les anglo-saxons, désigne l'état mental et spirituel, l'état de transe dans lequel se trouve un individu. Cet état peut advenir lors d'une méditation religieuse, d'un jeûne, d'une transe créatrice, d'un effort sportif, avec l'ascétisme (chasteté), l'enfermement. On retrouve l'extase donc tant chez les flagellants, les suppliciés, que chez les masochistes sociaux ou érogènes. 

## Masochisme

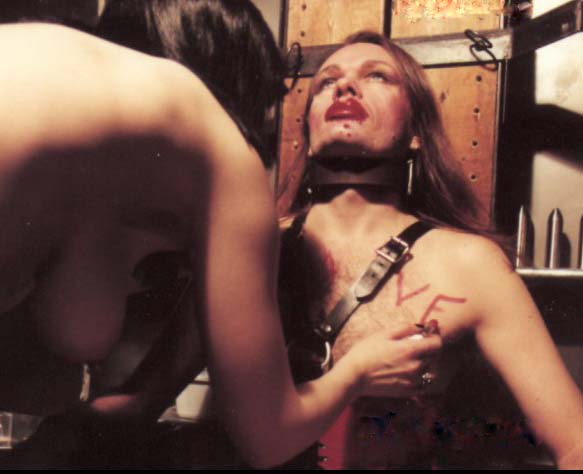
Un masochiste extasié chez Patricia Marsh Toronto (avec la courtoisie de Philippe Serieys).

Les masochistes qui sont concernés et connaissent, recherchent cet état extatique. Certains blogs populaires anglo-saxons ont nommé l'extase masochiste du néologisme ". Le masochiste rêve et s'engloutit dans son univers fantasmatique. Il médite sur ce qu'il va vivre. Il se met seul, où à l'aide d'un dominant dans un monde extérieur à lui-même. Presque tous ont besoin de cette méditation, sorte d'arrêt sur image avant de passer à l'acte. Certains se contenteront de la transe dans laquelle la méditation les pose, et ils quitteront cet état sans passer à l'acte physique. 
L'état d'extase se caractérise par une confusion qui peut être surprenante pour les non-initiés. Dans le cadre d'une relation, certains masochistes, souvent les femmes, réclament une attention particulière. Ils ou elles attendent affection et protection physique, particulièrement lors de leur sortie de la transe.
Krafft-Ebing écrit : « De même que, dans le sadisme, la passion sexuelle aboutit à une exaltation dans laquelle l’excès de l’émotion psychomotrice déborde dans les sphères voisines, il se produit de même, dans le masochisme, une extase dans laquelle la marée montante d’un seul sentiment engloutit avidement toute impression venant de la personne aimée et la noie dans la volupté. »
Vu par Krafft-Ebing à une époque où l'action des endorphines n'était pas encore connue : « La proportion n’est pas telle que l’individu éprouve simplement comme plaisir physique ce qui ordinairement cause de la douleur ; mais l’individu se trouvant en extase masochiste, ne sent pas la douleur, soit que, grâce à son état passionnel, (comme chez le soldat au milieu de la mêlée et de la bataille), il n’ait pas la perception de l’impression physique produite sur les nerfs de son épiderme, soit que, grâce à la trop grande abondance de sensations voluptueuses (comme chez les martyrs ou dans l’extase religieuse), l’idée des mauvais traitements n’entre dans son esprit que comme un symbole et sans les attributs de la douleur. »

## Le sexe et le sacré
Pour Michel Onfray : « Les hommes inventent des arrière-mondes. »  La plupart des humains ont toujours eu besoin d'idoles, de maîtres, de dieux, de messes, de cérémonies. « Le masochisme est une expérience mystique » pour André Pieyre de Mandiargues.
Le jeu masochiste lui permet de rentrer dans un autre état de conscience. Et, l'espace d'un moment devenir l'esclave qu'il n'est pas dans la vie réelle, une sorte de saturnales moderne. De même que Clifford Bishop confirme que « la flagellation, ou tout autre procédé semblable est utilisée pour unir l'esprit humain au divin. On peut l'employer aussi pour unir des esprits humains entre eux. En occident l'obsession d'une extase par la douleur  est habituellement classée dans le sadisme ou dans le masochisme ».

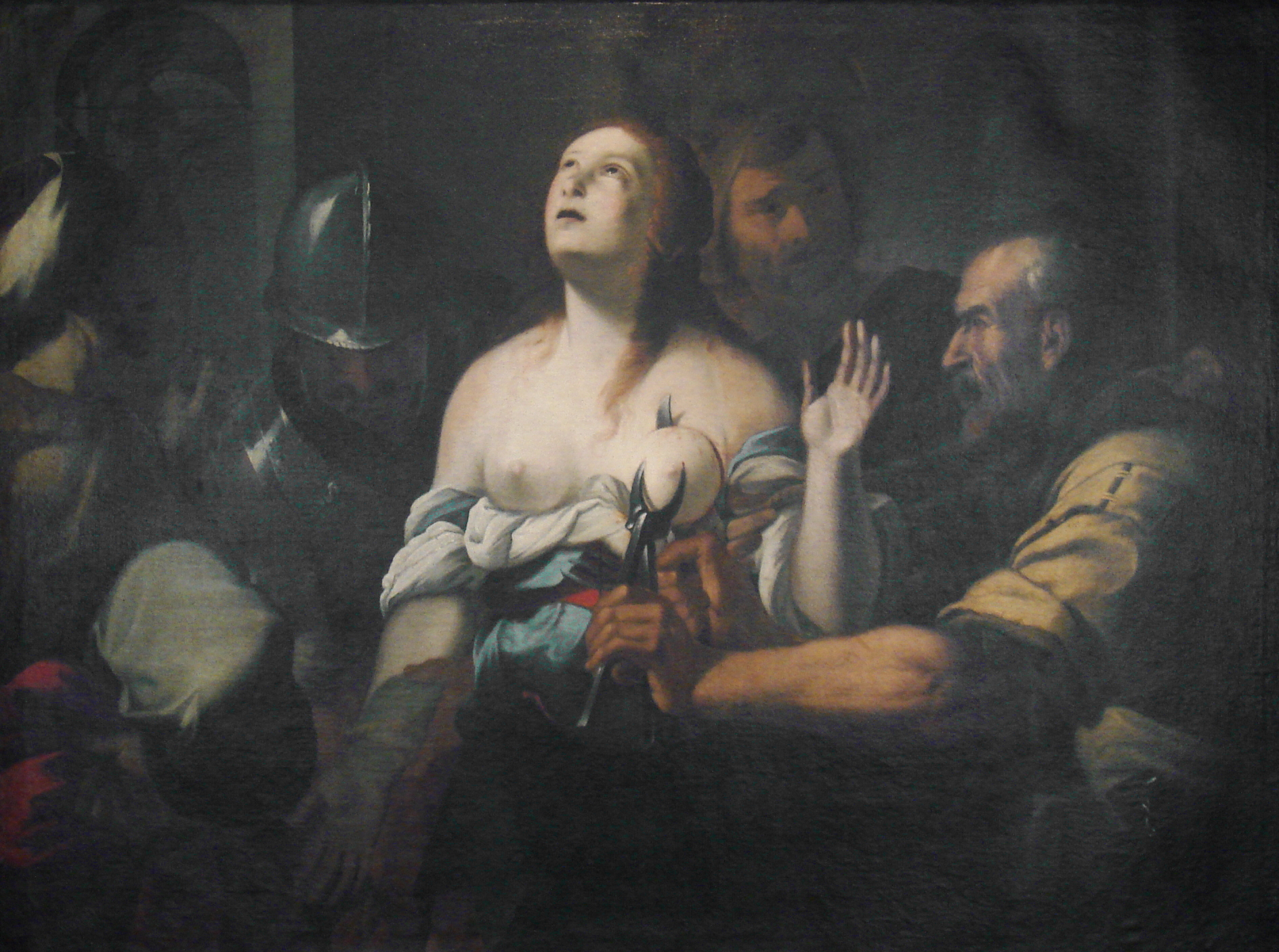
L'érotisme de Bataille
Inséparable du sacrilège, d'un sacré fascinant et repoussant
Martyre de sainte Agathe, peinture anonyme du XVIIe siècle

« Le masochiste sexuel est prêt à acheter son plaisir fugace avec la gêne de la torture et même de sa vie. (...) En prévoyant les appréciations futures, sûr des éloges de la postérité, il savoure des extases divines. À un niveau plus élevé, mais relié à celui-ci dans un coin obscur de son âme, le martyr sent comme le masochisme pervers : un moment de paradis n'est pas trop cher payé par la mort. Ils sont tous deux poussés en dernier ressort par l'aspiration du plaisir. »

### Les pratiques expiatoires vers l'extase et le plaisir sexuel
Selon Theodor Reik : « La flagellation, qui servait d'abord les fins de l'autopunition pour les premiers moines chrétiens et les ascètes, devient par la suite un moyen d'excitation sexuelle. L'augmentation de la souffrance produit l'extase. L'Église est amenée finalement à défendre des pratiques expiatoires trop sévères parce qu'elles aboutissent fréquemment à la satisfaction sexuelle. »

#### L'extase religieuse
Pour Theodor Reik, la puissance se manifeste dans la transformation de la souffrance en plaisir. Pour lui toujours, le rayon d'action s'étend depuis l'orgasme jusqu'à l'extase religieuse.
« Cette sainte avait les yeux levés au ciel, en extase. Toutes ses douleurs parurent suspendues, toute sa vie se rassembla sur sa bouche ; ses lèvres s’entrouvrirent, […] »

## Les suppliciés
Supplice des cent morceaux en Chine

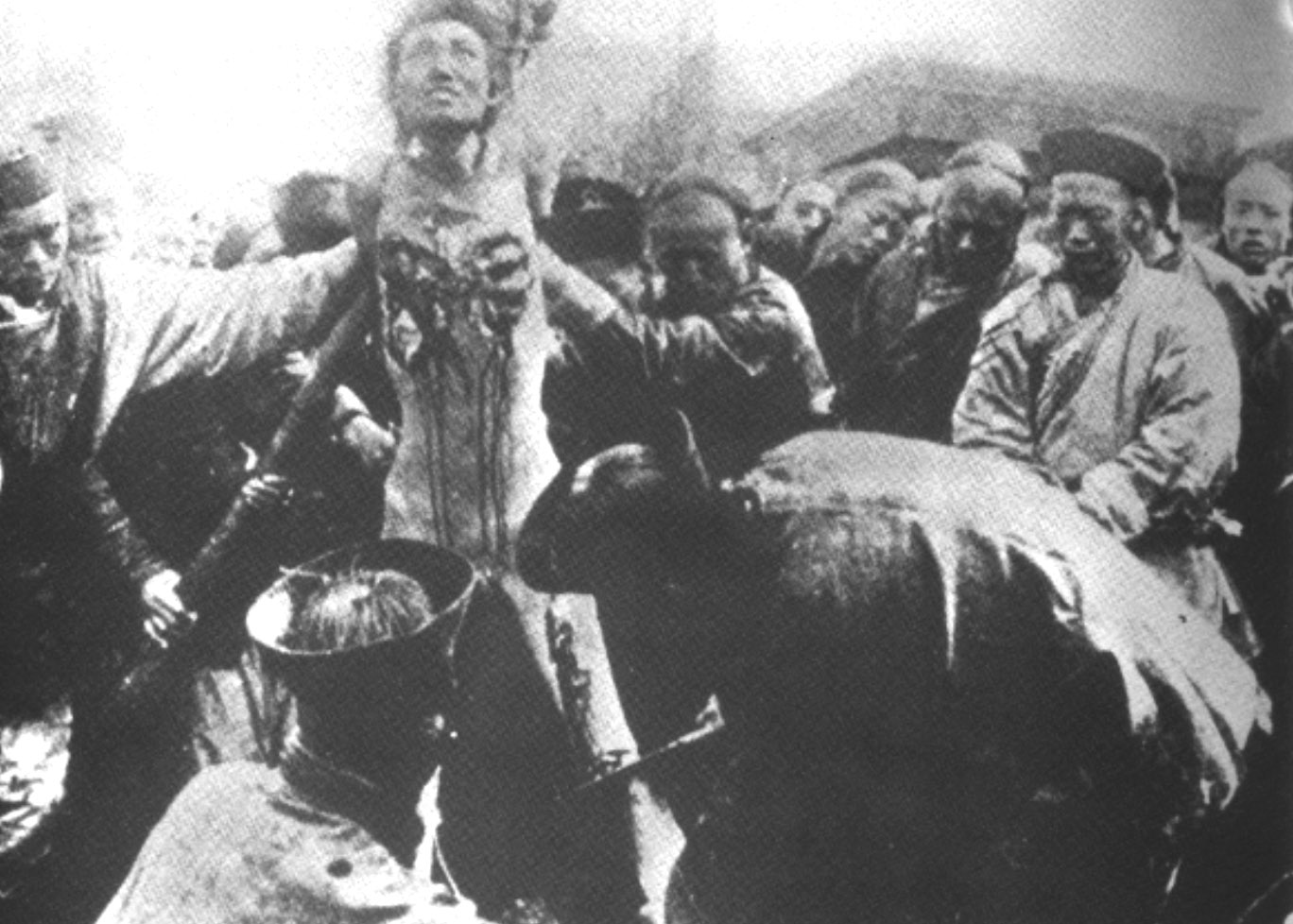
On peut noter le regard troublant, extasié du supplicié.

Cette photographie a été ramenée par Louis Carpeaux en 1905. Elle a été publiée par Georges Bataille et représente le supplice de Fou-Tchou-Li.  Georges Bataille a pensé être témoin « d'une extase voluptueuse » sur le visage de l’exécuté. Ce qui lui fit dire : « Le jeune et séduisant Chinois (…) livré au travail du bourreau, je l’aimais d’un amour où l’instinct sadique n’avait pas sa part : il me communiquait sa douleur ou plutôt l’excès de sa douleur et c’était ce que justement je cherchais, non pour en jouir, mais pour ruiner en moi ce qui s’oppose à la ruine. »,
Fasciné, extasié par l’écriture de madame Edwarda, « on comprend que Georges Bataille qui écrit le supplice dans la foulée de madame Edwarda ait tenu à faire remarquer qu’il n’aurait pu écrire le supplice s’il n’en avait donné d’abord donné la clef lubrique » dont l'explication se trouve dans la Somme athéologique. Le texte érotique de Madame Edwarda qui détiendrait la "clef lubrique" de L'Expérience intérieure.

## Endorphines
Le plaisir dans la douleur provient, selon les spécialistes, d'une montée d'endorphines. L'endorphine est produite par certaines cellules du système nerveux central. Les endorphines ont des propriétés analgésiques.  Elles permettent dans certains cas d'atténuer la douleur et quelquefois de la transformer en plaisir.  L'endorphine serait toujours d'après les spécialistes, dont le Dr Jacques Vigne, « une sorte de morphine uniquement fabriquée par le corps ».  L'endorphine intervient dans tous les cas de douleur, vulgaris précise aussi que l'endorphine est une sorte de morphine fabriquée par le corps.
Cette montée d'endorphines donne un sens au plaisir du masochiste érogène, à l'extase masochiste, à l'extase des saints martyrs. Elle expliquerait le regard extasié des suppliciés.
D'après le Dr Jacques Vigne : « la découverte des endorphines dans notre organisme depuis une quinzaine d'années ouvre des nouvelles perspectives sur le lien corps esprit, avec des conséquences indirectes sur la compréhension du mode d'action et de la méditation. » 
« Ce sont des peptides, c'est-à-dire de courtes chaînes d'acides aminés ; on les qualifie d’opioïdes car ils ont une action similaire à celle de l'opium et de la morphine. » 
« Une étude du Dr Levine de l'université de Californie peut être reliée indirectement à la méditation : Levine a montré que les endorphines médiatisaient l'effet placebo, c'est-à-dire que les patients qui suppriment leur propre douleur en croyant avoir reçu un médicament efficace le font par l'intermédiaire des endorphines. »
Le Dr Vigne écrit « qu'il n'est pas absurde de parler de lien entre méditation et endorphines ».
« Lors d'un accouchement les femmes qui ont fait du sport pendant la grossesse produisent plus d'endorphines que les autres ».
L'état extatique est très net après la naissance de l'enfant que l'on nomme délivrance : arrêt net de la douleur et montée d'endorphines.
« Les endorphines ont des propriétés de “stupéfiants”. Comme le mot stupéfaction revient dans le vocabulaire des mystiques en commun avec un arrêt mental ».